# ایدوای
ایدوای (به فرانسوی: Aydoilles) یک کمون در فرانسه است که در ووژ (فرانسه) واقع شده‌است. ایدوای ۱۰ کیلومتر مربع مساحت دارد ۳۹۵ متر بالاتر از سطح دریا واقع شده‌است.